# Tätortsgrad
Tätortsgrad är ett begrepp inom statistiken som används i Finland och Sverige för att visa den andel av befolkningen inom ett visst område, till exempel en kommun, som bor i tätorter. I Finland publiceras tätortsgraden med en decimal och i Sverige utan decimaler.

## Finland
I Finland hade 31 december 2015 två kommuner 100 i tätortsgrad. De fem kommuner med högst tätortsgrad var följande:
- Grankulla (100)
- Helsingfors (100)
- Träskända (99,9)
- Kervo (99,8)
- Vanda (99,7)

Tio kommuner (varav alla på Åland förutom Luhanka) hade 0 i tätortsgrad:
- Brändö
- Föglö
- Geta
- Kumlinge
- Kökar
- Luhanka
- Lumparland
- Sottunga
- Sund
- Vårdö

## Sverige
I Sverige hade 31 december 2015 nio kommuner 100 i tätortsgrad, alla ligger i Stockholms län:
- Danderyds kommun
- Huddinge kommun
- Järfälla kommun
- Sollentuna kommun
- Solna kommun
- Stockholms kommun
- Sundbybergs kommun
- Tyresö kommun
- Täby kommun

De fem kommuner med lägst tätortsgrad var följande:
- Bergs kommun (39)
- Bjurholms kommun (41)
- Tanums kommun (44)
- Orusts kommun (45)
- Ydre kommun (45)